# 이경석 (1595년)
이경석(李景奭, 1595년 12월 18일(음력 11월 18일) ~ 1671년 10월 26일(음력 9월 24일))은 조선의 문신이다. 본관은 전주(全州), 자는 상보(尙輔), 호는 백헌(白軒)이다.
1623년의 알성문과와 1626년의 중시문과에 급제하여 1644년에 우의정·좌의정을 거쳐 영의정을 역임하였고, 1659년 영돈녕부사가 되어 기로소(耆老所)에 들어갔다. 1637년 도승지 겸 예문관 제학으로 삼전도비문을 짓기도 했다. 인조 반정 공신들의 전횡에 맞서 산림학자들을 적극 천거하여 등용하게 했다. 1628년(인조 5) 9월 17일에 소무원종공신 1등(昭武元從功臣一等)에 책록되었다. 송시열을 발탁하여 천거하였으나, 후일 그와의 관계가 악화되었다. 시호는 문충(文忠)이다.

## 생애
충청도 제천 출신이다. 호조판서(戶曹判書)와 도승지(都承旨)를 지낸 형 석문(石門) 이경직(李景稷)의 문하에서 수학하다가 뒤에 청음 김상헌의 문하에서 수학하였다.

이경석의 중시문과 급제 교지 (1626년)

1613년 진사에 급제하였으며 1617년 증광별시에 급제하였지만 인목대비의 폐비 상소에 가담하지 않았다는 이유로 삭적당했다. 1623년 인조반정이 일어난 이후 알성문과에 급제하였으며 승문원 부정자와 예문관 검열, 봉교로 승진하였다. 1626년에 이조 정랑에 임명되었으며 바로 중직대부로 이조좌랑에 승진했다가 동년의 중시문과에 갑과로 합격하여 당상관으로 승진하여, 우부승지가 되었다.
1628년(인조 5) 9월 17일에는 소무원종공신 1등(昭武元從功臣一等)에 책록되었다. 1632년에 가선대부에 임명되었다.
그는 오래전부터 산림의 김집, 송시열, 송준길 등을 만나 나이를 떠나 고담준론을 펼쳤다. 인조 반정 이후 자신들이 임금을 세웠다는 말을 공공연히 입에 담는 등 공신들의 특권과 전횡을 보고 분개하여, 김집, 송시열, 송준길의 학문과 덕행을 인조에게 알려 산림학자들을 적극 천거하여 등용하게 했다. 같은 서인 당원이었기에 공신들은 별로 개념하지 않았으나 송시열, 송준길 등은 반정 공신들의 전횡과, 인조의 뜻에 영합하려는 일(정원군의 원종 추숭론 등)에 적극 반대하고 소현세자와 민회빈 강씨의 복권을 주장하기에 이르렀다. 반정공신들의 반격과 반발에 대비해 그는 산림 학자들을 적극적으로 후견해주었다.
병자호란이 일어난 1636년에는 대사헌과 부제학을 겸임하면서 인조를 모시고 남한산성에 들어갔으며 1637년에는 예문관 제학을 겸임하면서 삼전도비의 비문을 썼다.

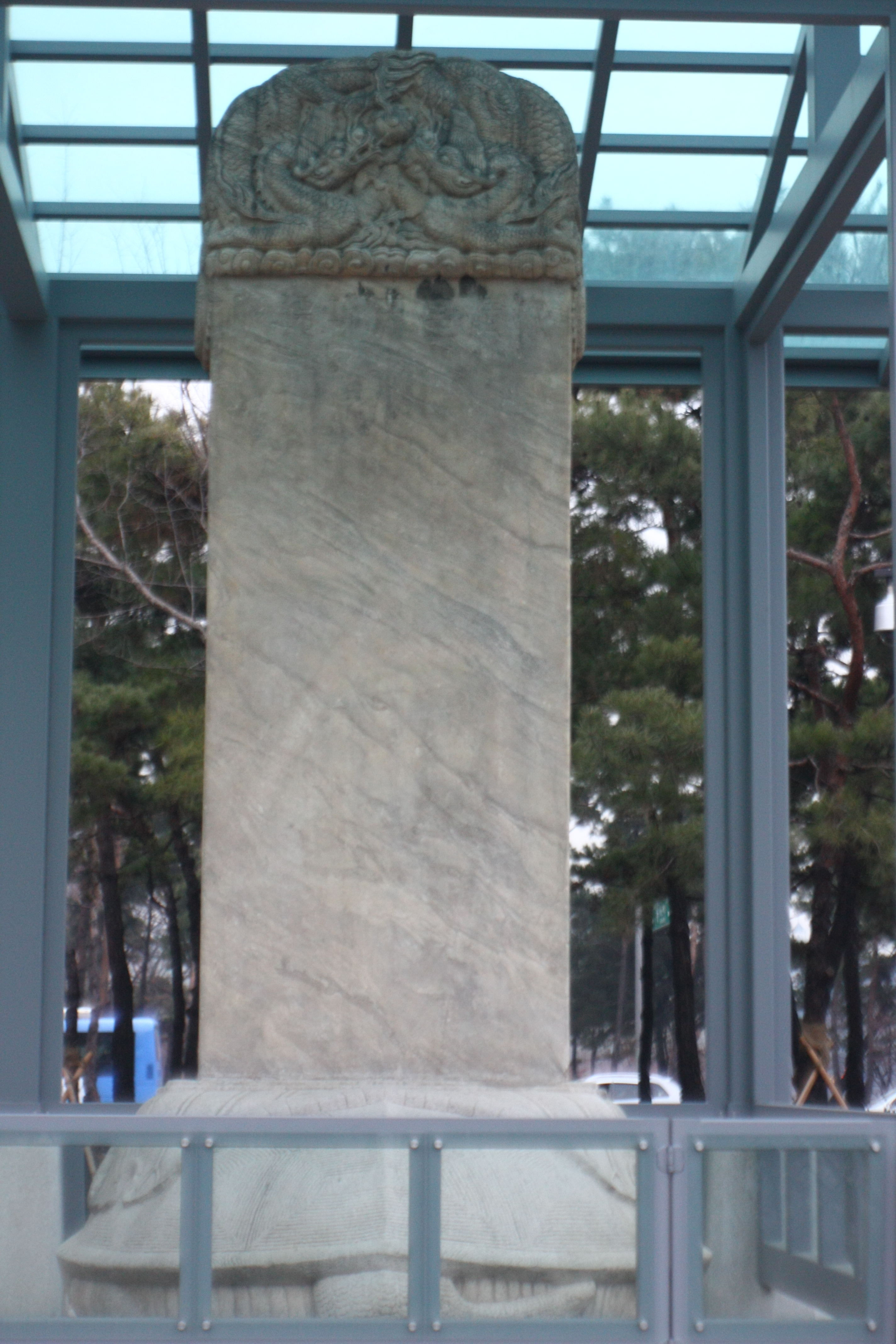
삼전도비

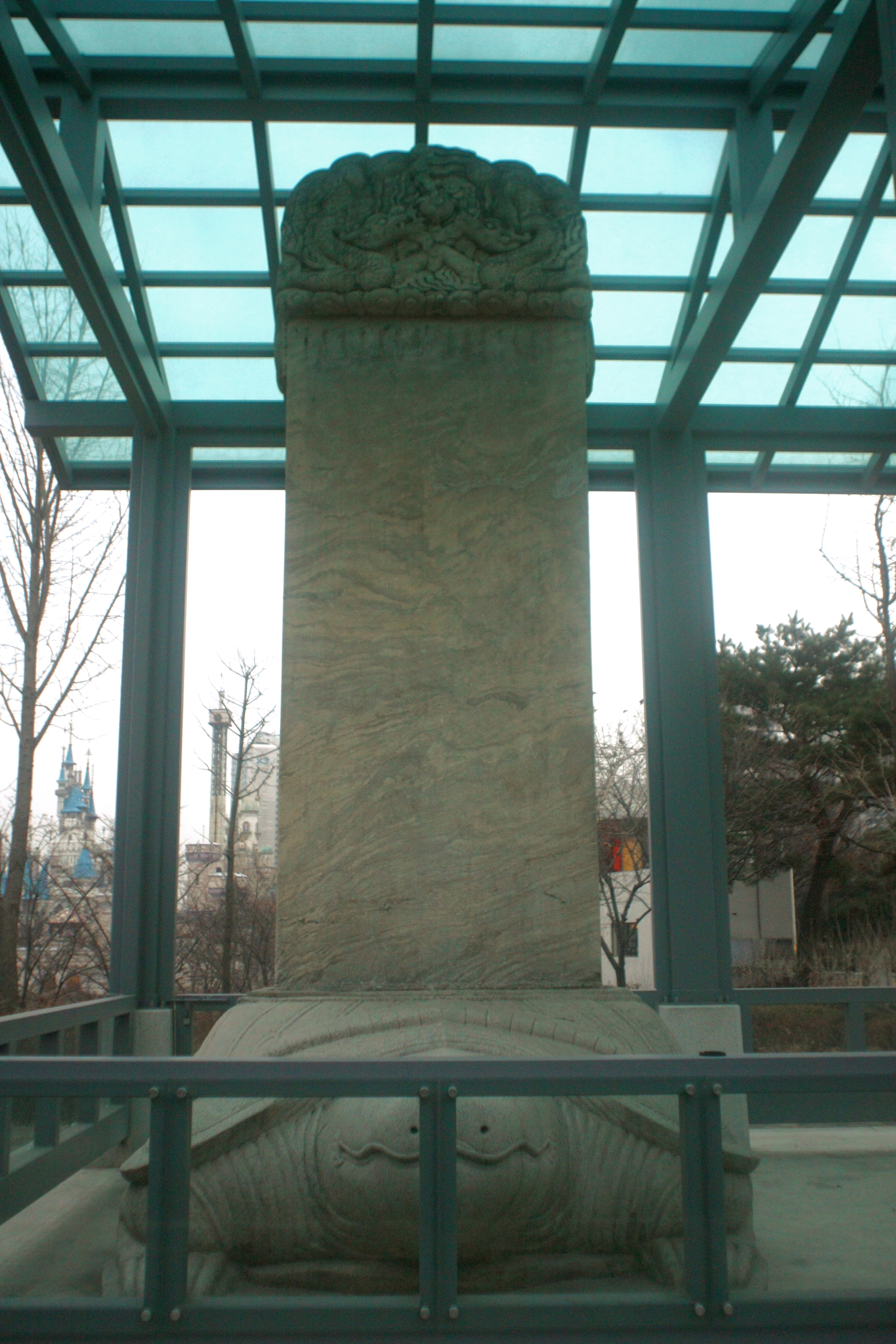
삼전도비

1638년에 예문관·홍문관 대제학에 올랐으며 1639년에 이조 판서에 올랐다.
1641년에는 소현세자의 이사(貳師)로 청나라 심양에 갔으며 이듬해인 1642년에는 청나라 황제의 명령을 어겼다는 이유로 잠시 투옥되었다가 석방되었다. 그 후 1645년 이조 판서가 된다.
그해 4월 이조판서 직에 있었고 9월에 우의정에 오른다. 신도비명에는 이때 그가 이조판서 자격으로 동춘당 송준길과 우암 송시열, 탄옹 권시를 등용했다고 쓰여 있다.
1645년 우의정, 좌의정을 거쳐 1648년(효종 9년) 영중추부사가 되었다. 이때 예송 문제다 발생하자 그는 이조판서 송시열의 예론(禮論)을 지지한다. 송준길과 송시열은 재야 시절에 서울에 오면 백헌의 집을 찾아 서로 즐겁게 만났던 관계였고, 이는 천거를 받아 조정에 나갔을 때도 지속되었다.
1649년에 영의정이 되었고 1650년에는 효종의 북벌 계획이 청나라에 알려지자 청나라 첩자의 밀고로 왕을 체포하려 하자, 자신이 자청하여 벌을 받겠다 하여 백마산성으로 위리안치되기도 했다.
그러나 현종2년(1661) 67세의 백헌은 고산 윤선도 해배건으로 인해 서로 틈이 생기게 되었고, 마침내 현종10년(1669) 우암 송시열이 삼전도 비문을 지은 백헌을 풍자해 신랄하게 비판한다. 송시열은 고전의 수이강 부분을 언급하며 그를 조롱하였고, 그의 문하생들이 송시열의 비아냥에 분노하여 논쟁이 벌어졌다. 이로써 그는 자신이 발탁한 사람 중의 한사람인 송시열과 원수가 된다.
1653년에 영중추부사로 임명되었으며 1664년에 치사(致仕)하자 현종이 여러번 만류하였으나 치사하고 봉조하가 되어 기로소에 들어갔다. 이후 봉조하 자격으로 계속 출사하다가 1668년에 궤장을 하사받았다. 저서로 《백헌집 (白軒集)》이 있다. 사후에 나라에서 공을 기려 내린 시호는 문충(文忠)이다.

## 묘소
《이경석선생묘》는 경기도 성남시 분당구 석운동에 있다. 부인과 합장묘이며 봉분 앞에 상석이 있고, 우측에는 묘비가 봉분쪽을 향하고 있다. 봉분 좌우에는 멀리서도 무덤이 있음을 알려주는 망주석(望柱石)과 문인석이 각 1쌍씩 서있다. 신도비(神道碑:왕이나 고관 등의 평생업적을 기리기 위해 무덤근처 길가에 세우던 비)는 신·구비 2기가 묘역입구에 나란히 세워져 있다. 박세당이 글을 짓고 이광사가 글을 써서 영조 30년(1754)에 세운 것과 "징으로 쫘내" 마모가 심해 후손들이 1975년에 1기를 새로 세운 것이다. 1985년 9월 20일 경기도의 기념물 제84호로 지정되었다.

## 저서
- 《백헌집 (白軒集)》

## 시
曉起 효기
西舍鷄三唱(서사계삼창) 서쪽 집에는 새벽이라 닭이 훼를 치고
東峯月一眉(동봉월일미) 동쪽 봉우리에는 달이 살짝 걸려 있네
秋空正澄廓(추공정징확) 가을 하늘은 참으로 맑고도 드넓은데
心亦澹然時(심역담연시) 이제 내 마음도 참으로 담담해지네.

## 삼전도 비문 관련
우암은 심지어 백헌을 ‘향원(鄕原)’에 비유했다. ‘향원’은 요즘 말로 ‘악덕 지방 유지’ 정도에 해당된다. 우암의 명분론에 의거한 견해로는, 백헌이 당시 그렇게까지 굴욕적인 문자를 동원해 비문을 짓지 않고 그저 짓는 시늉만 했으면 되었는데 자존심을 모조리 무너뜨린 상태로 지었다는 주장이다.
그러나 이에 대한 일반적인 반론은 그의 손자인 이하성(李夏成)을 통해 들을 수 있다. “우리 임금이 몸을 굽히고 욕을 참으신 것은 종묘사직을 위하고 만백성을 위해 부득이한 일이었습니다. 인조께서는 처음에 신풍부원군 장유(張維), 전부사(前府使) 조희일(趙希逸) 및 신의 조부에게 함께 의논해 하룻밤 사이에 지어오라고 명하였는데, 소를 올려 끝까지 사양하였지만 사세가 급박하였기 때문에 할 수 없이 지어 바쳤던 것입니다.”라며 비문을 할아버지의 의지가 아니라 왕의 강압에 따라 지었음을 호소한 바 있다.

## 가계
이경석은 조선 제2대 임금인 정종대왕의 열번째 아들인 덕천군(德泉君)의 6대손이다. 그리고 그는 아버지 이유간과 어머니 개성 고씨의 아들이다.
- 7대조 : 조선 2대 국왕 공정왕(恭靖王) 정종(定宗) 이경(李曔)[12]
- 6대조 : 덕천군(德泉君) 적덕공(積德公), 이후생(李厚生)[13]
- 현조 : 신종군(新宗君) 공간공(恭簡公) 이효백(李孝伯)[14]
- 고조 : 완성군(莞城君) 이귀정(李貴丁)[15]
- 증조 : 함풍군(咸豊君) 이계수(李繼壽)[16]
- 할아버지 : 이수광(李秀光, 1507 ~ ?) - (함풍군 묘역 역내)
  - 아버지 : 이유간(李惟侃, 1550 ~ ?) - (함풍군 묘역 옆, 장자 효민공 이경직 묘역 역내)
  - 어머니 : 개성 고씨 고한량(高漢良)의 딸
    - 부인 : 전주 류씨 류색(柳穡)의 딸
      - 장남 : 이철영(李哲英, 1613 ~ ?)
      - 며느리 : 보성 오씨 - 오행민(吳行敏)의 딸
        - 손녀 : 전주 이씨(1636 ~ ?) - 여산 송씨 송섬(宋掞)에게 출가
        - 손자 : 이우성(李羽成, 1641 ~ ?)
        - 손녀 : 전주 이씨(1642 ~ ?) - 창원 황씨 황일(黃鎰)에게 출가
        - 손자 : 이하성(李廈成, 1646 ~ ?)
        - 손녀 : 전주 이씨(1650 ~ ?) - 임천 조씨 조홍기(趙鴻紀)에게 출가

      - 며느리 : 기계 유씨 - 유반(兪槃)의 딸
        - 손녀 : 전주 이씨(1663 ~ ?) - 문화 류씨 류봉정(柳鳯廷)에게 출가

      - 장녀 : 임천 조씨 조원기(趙遠期)의 처

    - 형 : 효민공(孝敏公) 석문 이경직(石門 李景稷)[17]
      - 조카 : 이장영(李長英)
      - 조카 : 이후영(李後英) 혹은 이기영(李起英)
      - 조카 : 효간공(孝簡公) 서곡(西谷) 이정영(李正英)[18]

    - 형 : 금구현령 이경설(李景卨)

## 관련 작품

### 드라마
- 《대명》 (KBS, 1981년, 배우:이대로)

## 같이 보기
| - 병자호란 - 정묘호란 - 삼전도비 - 예송 - 송시열 - 송준길 - 김집 | - 박세당 - 인조 반정 - 이괄의 난 - 사문난적 - 성리학 - 산림 - 허목 - 허적 | - 윤증 - 윤휴 - 윤선도 - 정태화 - 김수항 - 육진팔광 (덕천군파) - 이경석 궤장 및 사궤장 연회도 화첩 - 이목·이세장 유적 |